# Panhard K 91
Der Panhard K 91 ist ein schwerer zweiachsiger Lastkraftwagen des französischen Herstellers Panhard, der von 1936 bis 1939 gebaut wurde. Das Fahrzeug war auch unter dem Namen „Zakav“ bekannt.

## Beschreibung
Der Panhard K 91  ist 7750 mm lang, 2350 mm breit und 2900 mm hoch. Die Fahrzeugbreite ist nach den Vorgaben zum Eisenbahntransport ausgelegt. Das Leergewicht betrug 5300 kg, die Zuladung 5000 kg und das zulässige Gesamtgewicht 10.300 kg. Beim Pritschenaufbau gab es zwei Typen: den Typ 100 und den Typ 150, beide mit abnehmbarem Spriegel für eine Plane. Die Pritsche war 4800 mm lang und 2150 mm breit. Die nutzbare Höhe betrug 1800 mm. Das Chassis, das für eine Zuladung von 5 t ausgelegt war, hatte einen Radstand von 5260 mm. Die Spurweite vorn betrug 1984 mm, die Spurweite hinten 1760 mm.
Das Fahrzeug war sechsfach bereift, mit Zwillingsbereifung hinten und Einzelbereifung vorn. Die Felgen hatten die Größe 38 × 9. Für die Erstausrüstung standen Reifen von Michelin, Dunlop oder Goodrich zur Verfügung. 
Eine elektrische 12-V-Lichtanlage mit einer S.A.F.T-Nickel-Cadmium-Batterie wurde von Paris-Rhône zugeliefert, Kapazität der Batterie 60 Ah.
Der Motor war steuerlich mit 19 CV eingestuft und leistete 77 PS (56,6 kW) bei 2200/min. Der Hubraum des Vierzylindermotors betrug 4849 cm³ mit 105 mm Bohrung und 140 mm Hub, Verdichtung 5,5 : 1. Der Wagen hatte eine Einscheibenkupplung und ein Getriebe mit vier Gängen. Die Höchstgeschwindigkeit in den einzelnen Gängen war wie folgt: 1. Gang 9 km/h, 2. Gang 18 km/h, 3. Gang 34 km/h und 4. Gang 60 km/h; im Rückwärtsgang 7 km/h. Der Tank fasste 105 Liter einschließlich 20 Liter Reserve. Der Kraftstoffverbrauch lag bei etwa 30 bis 31 Liter pro 100 km. Bei Volllast konnten auch 35 Liter pro 100 km erreicht werden.

## Stückzahlen
6 Stück wurden im Jahre 1936, 4 Stück 1937, 273 im Jahr 1938 und 2 Stück 1939 gebaut. Von den 273 im Jahr 1938 gebauten waren 250 für die französische Luftwaffe bestimmt, 17 weitere der 1938 gebauten und die zwei 1939 gebauten gingen an das französische Heer. Mithin gingen an zivile Abnehmer in den 3 Jahren 1936 bis 1938 lediglich 16 Stück.